# Arghilofono
L'arghilofono è uno strumento musicale aerofono labiale. È un flauto globulare — ovvero che non ha una struttura a tubo aperto, ma a cassa chiusa — in argilla. È uno strumento affine alla più nota ocarina.

## Storia

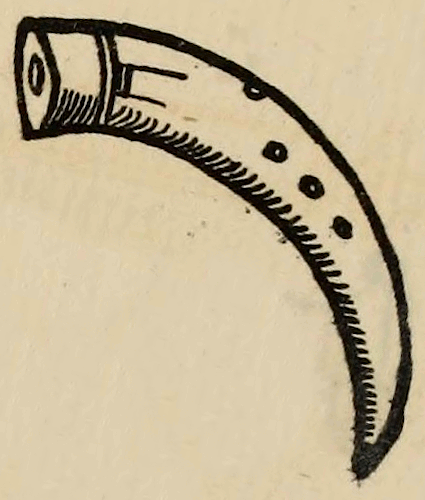
Gemshorn raffigurato nel Musica Getutscht di Sebastian Virdung (1511)

Flauti e strumenti a fiato globulari di diverse forme sono nati e si sono sviluppati in numerose civiltà antiche. Vi sono evidenze che strumenti di tale genere, dalle origini molto antiche, fossero già noti intorno al XII millennio a.C..
Alcuni arghilofoni sembrano aver avuto un certo utilizzo nelle culture cinesi e mesoamericane: lo xun, ad esempio, è un'arghilofono cinese molto antico a forma di uovo, ma privo di labium, cioè ha un'imboccatura analoga al flauto traverso, diversa invece da quella a "fischietto" del flauto dolce. Strumenti equivalenti sono lo hun coreano e lo tsuchibue giapponese.
A testimoniare che tali strumenti fossero già ben diffusi in Oriente è il fatto che nella classificazione degli strumenti musicali della Cina antica, basata sui materiali di costruzione, fosse stata assegnata una specifica categoria (fra le otto individuate) proprio agli arghilofoni (chu).
Secondo alcune fonti, strumenti in terracotta potrebbero essersi diffusi in Europa dal Mesoamerica dopo le prime spedizioni di Cortés.
Altri strumenti analoghi all'arghilofono erano noti in Europa: un flauto globulare risalente al XV secolo e diffuso in Italia e Germania (costruito con corno di mucca, capra o camoscio, e noto come Gemshorn o Corno di camoscio), fu descritto da Sebastian Virdung e poi da Praetorius.
Tuttavia le ocarine in terracotta diffuse in Occidente furono considerate fino al XIX secolo poco più che giocattoli, piccoli oggetti artistici o semplici fischietti che potevano modulare pochi suoni (nella tradizione pugliese sono ancora oggi diffusi i "fischietti salentini", in Veneto vi sono i "cuchi" e analoghe produzioni artigianali sono diffuse un po' in tutta Italia e anche nel resto del mondo).